# Antonio Barrette
Pour les articles homonymes, voir Barrette.
Antonio Barrette, né le 26 mai 1899 à Joliette et mort le 15 décembre 1968 à Montréal, est un homme politique québécois. Il est député de la circonscription de Joliette à l'Assemblée législative du Québec de 1936 à 1960 et ministre du Travail dans les gouvernements de l'Union nationale de 1944 à 1960. Il est brièvement premier ministre du Québec de janvier à juillet 1960.

## Biographie
Il est fils d'Ernest Barrette, employé civil, et de Robéa Côté. Il travaille au Canadien National comme messager de 1914 à 1921, puis comme machiniste de 1921 à 1931. Il épouse Marie-Estelle Guilbault, le 2 juillet 1924, à Joliette. De 1931 à 1935, il est ingénieur mécanicien en chef à l'Acme Glove Work Ltd. de Joliette. En 1932 et en 1933, il est secrétaire de l'International Association of Machinists du district de Joliette. Son entrée en politique active coïncide avec une réorientation vers le commerce des assurances. En 1936, il est cofondateur de la société Barrette et Lépine, courtiers d'assurance.

### Politique
Lors de l'élection générale québécoise de 1935, il est candidat du parti conservateur dans la circonscription de Joliette mais il est défait. Lors de l'élection générale de 1936, il est candidat de l'Union nationale et il est élu député de Joliette à l'Assemblée législative du Québec. Il y est réélu sans interruption comme député de l'Union nationale lors des élections générales de 1939, de 1944, de 1948, de 1952, de 1956 et de 1960.
Il est ministre du Travail du 30 août 1944 au 5 juillet 1960, dans le gouvernement de Maurice Duplessis (du 30 août 1944 au 10 septembre 1959), dans celui de Paul Sauvé (du 10 septembre 1959 au 8 janvier 1960), puis dans son propre gouvernement (du 8 janvier au 5 juillet 1960).
La correspondance de Georges-Henri Lévesque indique qu'Antonio Barrette avait énormément de scrupules à faire adopter le projet de loi no 5 qui durcissait le code du travail à la veille de la Grève de l'amiante (1949), « car il s'agissait pour lui de choisir pratiquement entre la fidélité à ses principes et à son idéal social, et la fidélité à son chef politique. [...] Tout le monde ici a d'ailleurs l'impression qu'il a [...] sacrifié la mission qu'il s'était donnée de travailler pour un idéal social et qu'il n'est plus qu'un pauvre petit politicien comme tant d'autres. » En effet, il a songé à démissionner mais ne l'a pas fait.
À partir de la session de l'automne 1956, Barrette cesse d'assister aux séances de l'Assemblée législative et aux réunions du Conseil des ministres. Il n'y est que rarement présent lors de la session de l'automne de 1957. Il fait néanmoins partie des ministres qui accompagnent Duplessis à la conférence intergouvernementale sur les relations fiscales entre le gouvernement fédéral et les provinces, les 25 et 26 novembre 1957 à Ottawa.
Barrette suit des traitements dans une clinique de Boston. Le 21 janvier 1958, Barrette écrit à Duplessis pour lui demander la permission de démissionner de son poste de ministre. Il se dit incapable d'un travail régulier et à bout de forces. Mais Duplessis lui refuse sa permission et oblige Barrette à conserver officiellement son poste. Le 21 mai 1958, Barrette insiste et demande encore de pouvoir démissionner, ce qui est encore rejeté par Duplessis. Le 8 octobre 1958, depuis Boston, Barrette écrit de nouveau à Duplessis pour le supplier de le laisser démissionner. « Je suis absolument rendu à bout de forces et de plus en plus malade, sans espoir, sans intérêt pour quoi que ce soit », écrit-il. Il essuie un nouveau refus.

### Premier ministre
Antonio Barrette devient le 18e premier ministre du Québec le 8 janvier 1960, succédant à Paul Sauvé comme chef de l'Union nationale après la mort de ce dernier. Il occupe ce poste pendant six mois avant de perdre l'élection générale du 22 juin 1960 au profit du Parti libéral de Jean Lesage. Il démissionne à la fois comme chef de l'Union nationale et député à l'Assemblée législative le 15 septembre 1960.
Quelques jours avant les élections de 1960, Paul Brien, ancien secrétaire particulier d’Antonio Barrette, publie une déclaration dans laquelle il remet en question la compétence d'Antonio Barrette à diriger la province. Il met également en doute son intégrité, alléguant que ce dernier aurait voyagé aux Bermudes en 1949, au moment de la grève de l’amiante, à bord d’un avion de la compagnie Johns-Manville, accompagné d’Yvan Sabourin, l’avocat représentant les intérêts des compagnies minières,.
Son nom est mêlé à des allégations de corruption et de favoritisme que la Commission Salvas, mise en place par le gouvernement Lesage pour faire la lumière sur l'administration précédente, a mis en lumière.
Mis en cause dans le scandale du gaz naturel, des accusations ne furent toutefois jamais portées contre l'ancien premier ministre, malgré l'avis favorable des conseillers de Lesage. La décision de son successeur a permis au premier ministre fédéral conservateur John Diefenbaker de nommer Barrette au poste d'ambassadeur du Canada en Grèce, un poste que ce dernier a occupé du 4 avril 1963 au 12 juillet 1966.
Antonio Barrette était aussi le fondateur des Assurances Barrette, situé à Joliette. De 1966 à 1968, il est président d'Antonio Barrette et fils, courtiers d'assurance à Joliette.
Antonio Barrette meurt en 1968 à Montréal. Il est inhumé à Joliette, dans le cimetière de la paroisse Saint-Pierre, le 19 décembre 1968.

## Résultats électoraux

### Résultats électoraux d'Antonio Barrette
|       | Nom                    | Parti        | Nombre de voix | %      | Maj. |
| ----- | ---------------------- | ------------ | -------------- | ------ | ---- |
|       | Lucien Dugas (sortant) | Libéral      | 3 484          | 53,3 % | 434  |
|       | Antonio Barrette       | Conservateur | 3 050          | 46,7 % | -    |
| Total | Total                  | Total        | 6 534          | 100 %  |      |

|       | Nom                    | Parti           | Nombre de voix | %     | Maj. |
| ----- | ---------------------- | --------------- | -------------- | ----- | ---- |
|       | Antonio Barrette       | Union nationale | 3 595          | 54 %  | 529  |
|       | Lucien Dugas (sortant) | Libéral         | 3 066          | 46 %  | -    |
| Total | Total                  | Total           | 6 661          | 100 % |      |

|       | Nom                        | Parti           | Nombre de voix | %      | Maj. |
| ----- | -------------------------- | --------------- | -------------- | ------ | ---- |
|       | Antonio Barrette (sortant) | Union nationale | 3 466          | 51,8 % | 243  |
|       | Lucien Dugas               | Libéral         | 3 223          | 48,2 % | -    |
| Total | Total                      | Total           | 6 689          | 100 %  |      |

|       | Nom                        | Parti           | Nombre de voix | %      | Maj.  |
| ----- | -------------------------- | --------------- | -------------- | ------ | ----- |
|       | Antonio Barrette (sortant) | Union nationale | 8 652          | 61,8 % | 3 655 |
|       | Victor Masse               | Libéral         | 4 997          | 35,7 % | -     |
|       | Yvon Ricard                | Bloc populaire  | 344            | 2,5 %  | -     |
| Total | Total                      | Total           | 13 993         | 100 %  |       |

|       | Nom                        | Parti               | Nombre de voix | %      | Maj.  |
| ----- | -------------------------- | ------------------- | -------------- | ------ | ----- |
|       | Antonio Barrette (sortant) | Union nationale     | 10 482         | 65 %   | 5 030 |
|       | Maurice Breton             | Libéral             | 5 452          | 33,8 % | -     |
|       | A.-Émile Ducharme          | Union des électeurs | 195            | 1,2 %  | -     |
| Total | Total                      | Total               | 16 129         | 100 %  |       |

|       | Nom                        | Parti           | Nombre de voix | %      | Maj.  |
| ----- | -------------------------- | --------------- | -------------- | ------ | ----- |
|       | Antonio Barrette (sortant) | Union nationale | 10 281         | 57,9 % | 2 799 |
|       | Georges-Émile Lapalme      | Libéral         | 7 482          | 42,1 % | -     |
| Total | Total                      | Total           | 17 763         | 100 %  |       |

|       | Nom                         | Parti           | Nombre de voix | %      | Maj.  |
| ----- | --------------------------- | --------------- | -------------- | ------ | ----- |
|       | Antonio Barrette (sortant)  | Union nationale | 11 500         | 64,9 % | 5 275 |
|       | Joseph-Aimé-Conrad Boisvert | Libéral         | 6 225          | 35,1 % | -     |
| Total | Total                       | Total           | 17 725         | 100 %  |       |

|       | Nom                         | Parti           | Nombre de voix | %      | Maj.  |
| ----- | --------------------------- | --------------- | -------------- | ------ | ----- |
|       | Antonio Barrette (sortant)  | Union nationale | 12 479         | 64,7 % | 5 685 |
|       | Joseph-Aimé-Conrad Boisvert | Libéral         | 6 794          | 35,3 % | -     |
| Total | Total                       | Total           | 19 273         | 100 %  |       |

### Résultats électoraux de l'Union nationale sous Barrette
| Partis | Partis                      | Chef                        | Candidats | Sièges | Sièges | Voix      | Voix   | Voix    |
| Partis | Partis                      | Chef                        | Candidats | 1956   | Élus   | Nb        | %      | +/-     |
| --- | --------------------------- | --------------------------- | --------- | ------ | ------ | --------- | ------ | ------- |
| | Libéral                     | Jean Lesage                 | 95        | 20     | 51     | 1 077 135 | 51,4 % | +6,53 % |
| | Union nationale             | Antonio Barrette            | 95        | 72     | 43     | 977 318   | 46,6 % | -5,19 % |
| | Union nationale indépendant | Union nationale indépendant | 22        | -      | -      | 10 531    | 0,5 %  | +0,28 % |
| | Libéral indépendant         | Libéral indépendant         | 20        | -      | -      | 8 208     | 0,4 %  | 0,15 %  |
| | Communiste                  |                             | 2         | -      | -      | 536       | 0 %    | -       |
| | Libéral républicain         | Libéral républicain         | 1         | -      | -      | 188       | 0 %    | -       |
| | Social démocratique         |                             | 1         | -      | -      | 166       | 0 %    | -0,59 % |
| | Capital familial            |                             | 1         | -      | -      | 144       | 0 %    | +0,00 % |
| | Union nationale ouvrier     | Union nationale ouvrier     | 1         | -      | -      | 134       | 0 %    | -0,02 % |
| | Ouvrier                     |                             | 1         | -      | -      | 50        | 0 %    | -0,07 % |
| | Indépendant                 | Indépendant                 | 14        | 1      | 1      | 22 187    | 1,1 %  | -0,74 % |
| Total | Total                       | Total                       | 253       | 93     | 95     | 2 096 597 | 100 %  |         |
| Le taux de participation lors de l'élection était de 81,7 % et 33 510 bulletins ont été rejetés. Il y avait 2 608 439 personnes inscrites sur la liste électorale pour l'élection. |                             |                             |           |        |        |           |        |         |

## Commémoration
- Une rue de la ville de Québec a été nommée en son honneur.
- L'autoroute 31, allant de Lavaltrie à Joliette, a été nommée en son honneur.
- Un boulevard traversant la ville de Notre-Dame-des-Prairies a été nommé en son honneur.
- Un parc municipal de Joliette a été nommé en son honneur.

## Archives
- Le fonds d'archives d'Antonio Barrette est conservé au centre d'archives de Québec de Bibliothèque et Archives nationales du Québec[21].

## Publications
- Considérations sur les relations industrielles en démocratie, 1953
- Le Communisme est-il une menace?, 1954
- Mémoires, 1966